# ТЕС М'їнджан (Sembcorp)
21°23′12″ пн. ш. 95°22′36″ сх. д. / 21.38667° пн. ш. 95.37667° сх. д.
ТЕС М'їнджан (Sembcorp) – теплова електростанція на півночі М’янми.
В 2010 році південніше від міста М'їнджан став до ладу металургійний завод, а у 2018-му поряд з ним ввели в експлуатацію ТЕС М'їнджан від компанії Sembcorp. Вона має один енергоблок комбінованого парогазового циклу потужністю 225 МВт, у якому дві газові турбіни живлять через відповідну кількість котлів-утилізаторів одну парову турбіну.
Як паливо станція використовує природний газ, що надходить по перемичці від трубопроводу М'янма – Китай.
Для видалення продуктів згоряння кожна газова турбіна має димар заввишки 30 метрів, а кожен котел-утилізатор – димар заввишки 40 метрів.
Необхідна для роботи станції вода подається із річки Іраваді по трубопроводу завдовжки 14 км. Відпрацьована вода скидається у канал, який проходить за 3 км від ТЕС.
Видача продукції відбувається по ЛЕП, розрахованій на роботу під напругою 230 кВ.
Можливо відзначити, станом на початок 2020-х поряд з майданчиком Sembcorp діє тимчасова ТЕС М'їнджан II від компанії VPower.